# Simon Claude Grassin de Glatigny
Simon Claude Grassin, seigneur de Glatigny, baptisé le 16 mars 1701 à Épineau-les-Voves (Yonne), décédé le 3 janvier 1776 à Saint-Cyr-la-Rivière (Essonne) était un homme de guerre français.

## Biographie
Fils de Jacques Charles Grassin et de Suzanne Sourdot, Simon Claude Grassin est baptisé le 16 mars 1701 en l'église de la Nativité du Sauveur de Épineau-les-Voves.
Il embrasse le métier des armes en servant dans le régiment de Picardie ou il était capitaine des grenadiers du régiment en 1742, ou pendant l'hiver 1742-1743, il commence à fonder sa réputation comme chef de partisans, en faisant la petite guerre avec beaucoup de succès pour faciliter l'arrivée des vivres en Bavière, durant la guerre de Succession d'Autriche.
Devant les succès de cette troupe, il est autorisé par ordonnance royale du 1er janvier 1744 de créer et lever un corps de troupe français appelé arquebusiers de Grassin, qui continua à servir très utilement durant toute cette guerre.
Le 1er mai 1745 il est fait brigadier des armées du Roi et maréchal de camp 10 mai 1748.
Après le traité d'Aix-la-Chapelle, qui met fin à la guerre, son régiment étant licencié à la fin de 1748, il est fait chevalier de l’Ordre de Saint-Louis, Lieutenant pour Sa Majesté et commandant des ville et citadelle de Saint-Tropez.

## Généalogie
Parents
Jacques Charles Grassin, baptisé le 11 février 1675 en l’église Saint-Thibault de Joigny, seigneur de Glatigny, du Bouzay... fut capitaine au régiment de Picardie puis des grenadiers du régiment de Normandie. Il est fait chevalier de l'Ordre de Saint-Louis et commandant du fort François de Berghes-Saint-Winock. Il décède en mai 1724.
Il épouse par contrat en date du 28 octobre 1697 Suzanne Sourdot avec laquelle il a :
- Jacques Charles Grassin (1698-1708), procureur du roi à Joigny [incohérence : comment peut-il avoir été procureur en étant décédé à l'âge de 10 ans ?!]
- Marie Suzanne Grassin (1699-1702)
- Simon Claude Grassin dont il est question dans cet article
- Jacques Alexandre Grassin de Glatigny (1703-?) surnommé « l'abbé Grassin », prêtre du diocèse de Sens, doyen de l'église Collégiale de Courpalay-en Brie, prieur de Châteauneuf, de Marsac et de Frossay.
- Suzanne Grassin (1705-1713)
- Marie Suzanne Grassin (1714-?).

Simon Claude Grassin seigneur de Tremont et Glatigny, épousa en premières noces, pendant la guerre à Anvers, Cécile Christine Bénédicte de Peytier (1718- 3 novembre 1753) avec laquelle il eut une fille unique :
- Catherine Grassin

Il épousa en secondes noces, le 6 mars 1755, Marguerite Geneviève Françoise de Vion de Tessancourt dame de Maisoncelles et de Thionville, fille de feu René de Vion, seigneur de Tessancourt de Maisoncelle et de Marie Marguerite de La Salle avec laquelle il eut :
- Elisabeth Marie Grassin (1760-1799)
- Alexandrine Marie Grassin